# Мокорито (муниципалитет)
Мокорито (исп. Mocorito) — муниципалитет в Мексике, штат Синалоа, с административным центром в одноимённом городе. Численность населения, по данным переписи 2010 года, составила 45 847 человек.

## Общие сведения
Название Mocorito с языка народа кахитас можно перевести как: место проживания народа макориты.
Площадь муниципалитета равна 2801 км², что составляет 4,88 % от площади штата. Он граничит с другими муниципалитетами штата Синалоа: на севере с Синалоа, на востоке с Бадирагуато, на юге с Кульяканом и Наволато, и на западе с Ангостурой и Сальвадор-Альварадо.

## Учреждение и состав
Муниципалитет был образован 8 апреля 1915 года, в его состав входит 273 населённых пункта, самые крупные из которых:
| Код INEGI | Населённый пункт                                                     | Численность населения (2005 год) | Численность населения (2010 год) |
| --------- | -------------------------------------------------------------------- | -------------------------------- | -------------------------------- |
| 013       | Всего                                                                | 44217                            | 45847                            |
| 0235      | Перикос (исп. Pericos)                                               | 6298                             | 6341                             |
| 0001      | Мокорито (исп. Mocorito) (административный центр)                    | 5094                             | 5426                             |
| 0053      | Кайманеро (исп. Caimanero)                                           | 1772                             | 2041                             |
| 0181      | Мельчор-Окампо (исп. Melchor Ocampo)                                 | 1763                             | 1933                             |
| 0276      | Рековеко (исп. Recoveco)                                             | 1616                             | 1618                             |
| 0132      | Игера-де-лос-Вега (исп. Higuera de los Vega)                         | 1137                             | 1256                             |
| 0256      | Потреро-де-лос-Санчес (исп. Potrero de los Sánchez (Estación Techa)) | 1122                             | 1205                             |
| 0083      | Серро-Агудо (исп. Cerro Agudo)                                       | 1042                             | 1003                             |

## Экономическая деятельность
По статистическим данным 2000 года, работоспособное население занято по секторам экономики в следующих пропорциях: сельское хозяйство, скотоводство и рыбная ловля — 58,1 %, промышленность и строительство — 12,6 %, сфера обслуживания и туризма — 26,7 %, прочее — 2,6 %.

## Инфраструктура
По статистическим данным 2010 года, инфраструктура развита следующим образом:
- электрификация: 98,5 %;
- водоснабжение: 78,3 %;
- водоотведение: 82,2 %.

## Достопримечательности
- Церковь Пурисимы Консепсьон, датируемая восемнадцатым веком.
- Школа Бенито Хуареса, 1890 года.
- Дом культуры и здание администрации, построенные в 1910 году.
- Несколько памятников историческим личностям.
- Горячие источники с целебными свойствами в Лауэрте, Пальмито и Сан-Бенито[3].

## Фотографии

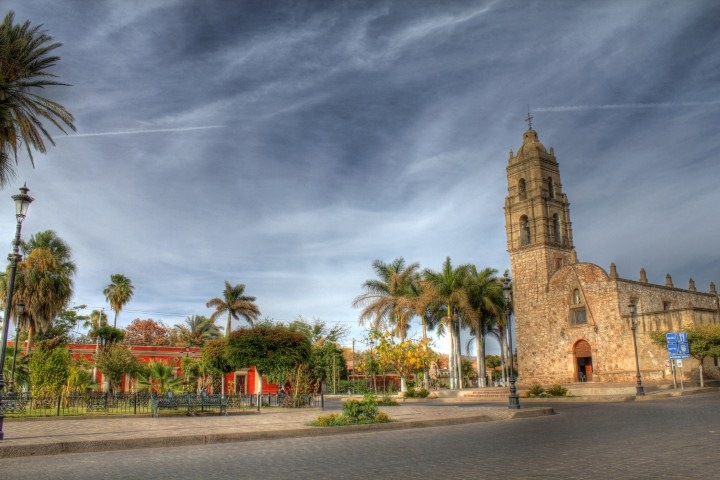
Церковь Пурисимы Консепсьон
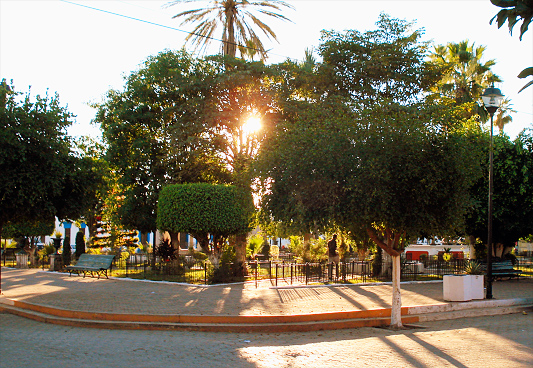
Центральная площадь
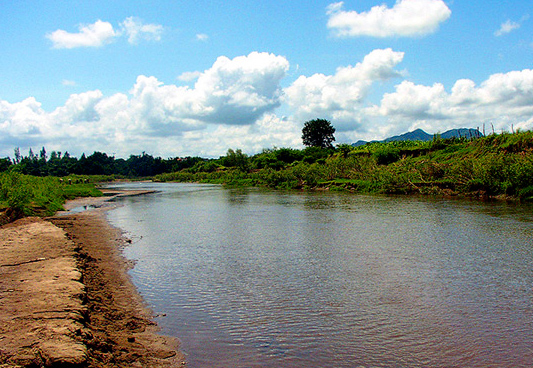
Река Мокорито